# Solheim Cup 2007
Der Solheim Cup 2007 war die zehnte Austragung des Solheim Cup und wurde vom 14. bis 16. September im Halmstad Golfklubb im schwedischen Halmstad ausgetragen. Es fand als dreitägiges Turnier für die jeweils 12 besten Golferinnen der Vereinigten Staaten und Europas statt. Die US-amerikanische Mannschaft gewann den Pokal mit 16:12 und verteidigte damit den Solheim Cup.

## Modus
Es wurden insgesamt 28 Partien als Lochspiel ausgetragen, die sich wie folgt auf die einzelnen Tage verteilten:
- Tag 1 (Freitag): vier Foursomes am Vormittag sowie vier Fourballs am Nachmittag
- Tag 2 (Samstag): vier Foursomes am Vormittag sowie vier Fourballs am Nachmittag
- Tag 3 (Sonntag): zwölf Einzel

Für ein gewonnenes Match wurde ein Punkt vergeben. Für ein geteiltes Match erhielt jedes Team einen halben Punkt. Europa benötigte 14 Punkte, um den Solheim Cup zu gewinnen. Die USA benötigten 14,5 Punkte zur Verteidigung des Solheim Cups.

## Mannschaften
Die Mannschaften der Vereinigten Staaten und Europas wurden nach verschiedenen Methoden ausgewählt.
Beim Team Europa wurden die fünf besten Spielerinnen des LET Solheim Cup Rankings sowie die vier besten European-LET-Spielerinnen in der Rolex-Weltrangliste, die nicht schon über das LET Solheim Cup Ranking qualifiziert waren, ausgewählt. Dazu wurden von der Kapitänin noch drei weitere Spielerinnen nominiert. Punkte für das LET Solheim Cup Ranking konnte man durch Top-10-Platzierungen bei offiziellen LET Events erhalten.
Für das US-amerikanische Team qualifizierte man sich, indem man Punkte für Siege und Top-20-Platzierungen auf der LPGA Tour in einem Zeitraum von zwei Jahren sammelte. Die Punkte wurden von der State Farm Classic 2005 bis zur Safeway Classic 2007 gezählt. Die zehn Spielerinnen mit den meisten Punkten wurden automatisch für das Team der Vereinigten Staaten nominiert. Zwei zusätzliche Spielerinnen wurden von der Kapitänin Betsy King nach den Safeway Classic am 26. August 2007 ausgewählt.
| Team Europe |       |                           |             |               |                                                    |
| Name | Alter | Heimatstadt*              | LET-Ranking | Rolex-Ranking | Notizen                                            |
| Helen Alfredsson | 42    | Göteborg, Schweden        |             |               | Kapitänin (nicht spielend)                         |
| Marie-Laure de Lorenzi | 46    | Biarritz, Frankreich      |             |               | Co-Kapitänin (nicht spielend)                      |
| Gwladys Nocera | 32    | Moulins, Frankreich       | 1           | 51            |                                                    |
| Trish Johnson | 41    | Bristol, England          | 2           | 81            |                                                    |
| Bettina Hauert | 25    | Hagen, Deutschland        | 3           | 118           | Solheim-Cup-Neuling                                |
| Laura Davies | 43    | Surrey, England           | 4           | 40            |                                                    |
| Becky Brewerton | 24    | Abergele, Wales           | 5           | 80            | Solheim-Cup-Neuling                                |
| Annika Sörenstam | 36    | Stockholm, Schweden       | 7           | 3             |                                                    |
| Suzann Pettersen | 26    | Oslo, Norwegen            | 12          | 6             |                                                    |
| Catriona Matthew | 38    | North Berwick, Schottland | 9           | 25            |                                                    |
| Sophie Gustafson | 33    | Varberg, Schweden         | 11          | 31            |                                                    |
| Maria Hjorth | 33    | Falun, Schweden           | 6           | 41            | durch die Kapitänin nominiert                      |
| Iben Tinning | 33    | Kopenhagen, Dänemark      | 14          | 148           | durch die Kapitänin nominiert                      |
| Linda Wessberg | 27    | Göteborg, Schweden        | 8           | 70            | durch die Kapitänin nominiert, Solheim-Cup-Neuling |
| * Die Heimatstadt bezieht sich auf den Wohnort im Solheim Cup Land. Benannt ist das LET Ranking vom 19. August 2007 sowie das Rolex Ranking vom 20. August 2007. |       |                           |             |               |                                                    |

| Team USA |       |                            |                |        |               |                                                    |
| Name | Alter | Heimatstadt                | Punkte-Ranking | Punkte | Rolex-Ranking | Notizen                                            |
| Betsy King | 52    | Limekiln, Pennsylvania     |                |        |               | Kapitänin (nicht-spielend)                         |
| Beth Daniel | 50    | Charleston, South Carolina |                |        |               | Co-Kapitänin (nicht-spielend)                      |
| Paula Creamer | 21    | Pleasanton, Kalifornien    | 1              | 741,00 | 7             |                                                    |
| Cristie Kerr | 29    | Miami, Florida             | 2              | 713,50 | 4             |                                                    |
| Morgan Pressel | 19    | Boca Raton, Florida        | 3              | 532,50 | 8             | Solheim-Cup-Neuling                                |
| Juli Inkster | 47    | Pasatiempo, Kalifornien    | 4              | 512,00 | 10            |                                                    |
| Stacy Prammanasudh | 27    | Enid, Oklahoma             | 5              | 483,50 | 18            | Solheim-Cup-Neuling                                |
| Pat Hurst | 38    | Scottsdale, Arizona        | 6              | 449,00 | 28            |                                                    |
| Natalie Gulbis | 24    | Las Vegas, Nevada          | 7              | 412,50 | 26            |                                                    |
| Brittany Lincicome | 21    | Seminole, Florida          | 8              | 396,50 | 15            | Solheim-Cup-Neuling                                |
| Angela Stanford | 29    | Saginaw, Texas             | 9              | 372,00 | 32            |                                                    |
| Sherri Steinhauer | 44    | Madison, Wisconsin         | 10             | 324,50 | 30            |                                                    |
| Nicole Castrale | 28    | Palm Desert, Kalifornien   | 11             | 277,00 | 22            | durch die Kapitänin nominiert, Solheim-Cup-Neuling |
| Laura Diaz | 32    | Scotia, New York           | 13             | 240,00 | 38            | durch die Kapitänin nominiert                      |
| Angegeben ist das Rolex Ranking vom 20. August 2007. Das Rolex Ranking spielt keine Rolle bei der Auswahl der US-amerikanischen Mannschaft und wird nur als Vergleich aufgezeigt. |       |                            |                |        |               |                                                    |

## Spielergebnisse

### Freitag, „Session 1“
Foursomes
|                     | Score   |                 |
| ------------------- | ------- | --------------- |
| Gustafson/Pettersen | geteilt | Kerr/Hurst      |
| Sörenstam/Matthew   | 4 & 2   | Diaz/Steinhauer |
| Davies/Brewerton    | 2 & 1   | Inkster/Creamer |
| Nocera/Hjorth       | 3 & 2   | Gulbis/Pressel  |
| 1½                  | Session | 2½              |
| 1½                  | Gesamt  | 2½              |

Fourballs
|                  | Score   |                       |
| ---------------- | ------- | --------------------- |
| Matthew/Tinning  | 4 & 2   | Hurst/Lincicome       |
| Sörenstam/Hjorth | geteilt | Stanford/Prammanasudh |
| Gustafson/Nocera | 3 & 2   | Castrale/Kerr         |
| Johnson/Davies   | geteilt | Creamer/Pressel       |
| 2                | Session | 2                     |
| 3½               | Gesamt  | 4½                    |

### Samstag, „Session 2“
Foursomes
|                     | Score   |                 |
| ------------------- | ------- | --------------- |
| Nocera/Hjorth       | geteilt | Diaz/Steinhauer |
| Pettersen/Gustafson | geteilt | Inkster/Creamer |
| Tinning/Hauert      | 4 & 2   | Hurst/Stanford  |
| Sörenstam/Matthew   | 1 up    | Castrale/Kerr   |
| 2                   | Session | 2               |
| 5½                  | Gesamt  | 6½              |

Fourballs
|                     | Score   |                      |
| ------------------- | ------- | -------------------- |
| Wessberg/Hjorth     | geteilt | Creamer/Lincicome    |
| Johnson/Tinning     | geteilt | Inkster/Prammanasudh |
| Brewerton/Davies    | 2 up    | Gulbis/Castrale      |
| Sörenstam/Pettersen | 3 & 2   | Kerr/Pressel         |
| 3                   | Session | 1                    |
| 8½                  | Gesamt  | 7½                   |

### Sonntag, „Session 3“
Einzel
|                  | Score   |                    |
| ---------------- | ------- | ------------------ |
| Catriona Matthew | 3 & 2   | Laura Diaz         |
| Sophie Gustafson | 2 & 1   | Pat Hurst          |
| Suzann Pettersen | 2 up    | Stacy Prammanasudh |
| Iben Tinning     | 4 & 3   | Juli Inkster       |
| Becky Brewerton  | geteilt | Sherri Steinhauer  |
| Trish Johnson    | 3 & 2   | Angela Stanford    |
| Annika Sörenstam | 2 & 1   | Morgan Pressel     |
| Laura Davies     | 4 & 3   | Brittany Lincicome |
| Bettina Hauert   | 3 & 2   | Nicole Castrale    |
| Maria Hjorth     | 2 & 1   | Paula Creamer      |
| Linda Wessberg   | 1 up    | Cristie Kerr       |
| Gwladys Nocera   | 4 & 3   | Natalie Gulbis     |
| 3½               | Session | 8½                 |
| 12               | Gesamt  | 16                 |